# Léon Dornès
Pour les articles homonymes, voir Dornès.
Léon Dornès est un homme politique français né le 1er juillet 1802 à Saint-Germain-en-Laye et mort le 9 décembre 1879 à Paris.
Il est le fils du général Joseph Dornes et le frère d'Auguste Dornès. Directeur des salines de Sarrable, il est député de la Moselle en 1871. Il démissionne après l'annexion de l'Alsace-Moselle et s'installe à Paris.

## Sources
- « Léon Dornès », dans Adolphe Robert et Gaston Cougny, Dictionnaire des parlementaires français, Edgar Bourloton, 1889-1891 [détail de l’édition]